# Třída L (1915)
Třída L byla třída ponorek námořnictva Spojených států amerických. Celkem bylo postaveno jedenáct jednotek této třídy. Dělily se do dvou skupin, navržených společnostmi Electric Boat Company a Lake Torpedo Boat Company. Ve službě byly v letech 1916–1923.

## Stavba
Celkem bylo postaveno jedenáct ponorek této třídy. Prvních sedm jednotek bylo postaveno podle návrhu americké společnosti Electric Boat Company (L-1 až L-4, L-9 až L-11) a zbývající čtyři dle návrhu společnosti Lake Torpedo Boat Company (L-5 až L-8). Ponorky od společnosti Lake byly mírně menší. Jejich stavba byla svěřena loděnicím Fore River Shipyard v Quincy, Lake Torpedo Boat Company v Bridgeportu, Craig Shipbuilding Company v Long Beach a Portsmouth Navy Yard v Portsmouthu. Do služby byly přijaty v letech 1916–1917. Byly to první americké ponorky vyzbrojené kanónem.
Jednotky třídy L:
| Jméno            | Loděnice             | Založení kýlu     | Spuštěna        | Vstup do služby  | Osud |
| ---------------- | -------------------- | ----------------- | --------------- | ---------------- | --- |
| USS L-1 (SS-40)  | Fore River Shipyard  | 13. dubna 1914    | 20. ledna 1915  | 11. dubna 1916   | Vyřazena 7. dubna 1922. Prodána do šrotu 1922.                                                                     |
| USS L-2 (SS-41)  | Fore River Shipyard  | 19. března 1914   | 11. února 1915  | 29. září 1916    | Vyřazena 4. května 1923. Prodána do šrotu 1933.                                                                    |
| USS L-3 (SS-42)  | Fore River Shipyard  | 18. dubna 1914    | 15. března 1915 | 22. dubna 1916   | Vyřazena 11. června 1923. Roku 1923 vybavena diesely z ponorky USS N-4 a uložena v rezervě. Prodána do šrotu 1933. |
| USS L-4 (SS-43)  | Fore River Shipyard  | 23. března 1914   | 3. dubna 1915   | 4. května 1916   | Vyřazena 1922. Sešrotována.                                                                                        |
| USS L-5 (SS-44)  | Lake Torpedo Boat    | 14. května 1914   | 1. května 1916  | 17. února 1918   | Vyřazena 5. prosince 1922. Prodána do šrotu 1925.                                                                  |
| USS L-6 (SS-45)  | Craig Shipbuilding   | 27. května 1914   | 31. srpna 1916  | 7. prosince 1917 | Vyřazena 25. listopadu 1922. Prodána do šrotu 1925.                                                                |
| USS L-7 (SS-46)  | Craig Shipbuilding   | 2. června 1914    | 28. září 1916   | 7. prosince 1917 | Vyřazena 15. listopadu 1922. Prodána do šrotu 1925.                                                                |
| USS L-8 (SS-48)  | Portsmouth Navy Yard | 24. února 1915    | 23. dubna 1917  | 30. srpna 1917   | Vyřazena 15. listopadu 1922. Dne 26. května 1926 potopena při zkouškách torpéd s magnetickou roznětkou.            |
| USS L-9 (SS-49)  | Fore River Shipyard  | 2. listopadu 1914 | 27. října 1915  | 4. srpna 1916    | Vyřazena 4. května 1923. Roku 1923 vybavena diesely z ponorky USS N-7. Prodána do šrotu 1933.                      |
| USS L-10 (SS-50) | Fore River Shipyard  | 17. února 1915    | 16. března 1916 | 2. srpna 1916    | Vyřazena 5. května 1922. Prodána do šrotu 1922.                                                                    |
| USS L-11 (SS-51) | Fore River Shipyard  | 17. února 1915    | 16. května 1916 | 15. srpna 1916   | Roku 1923 vybaveny diesely z ponorky USS N-5. Vyřazena 28. listopadu 1923. Sešrotována 1933.                       |

## Konstrukce

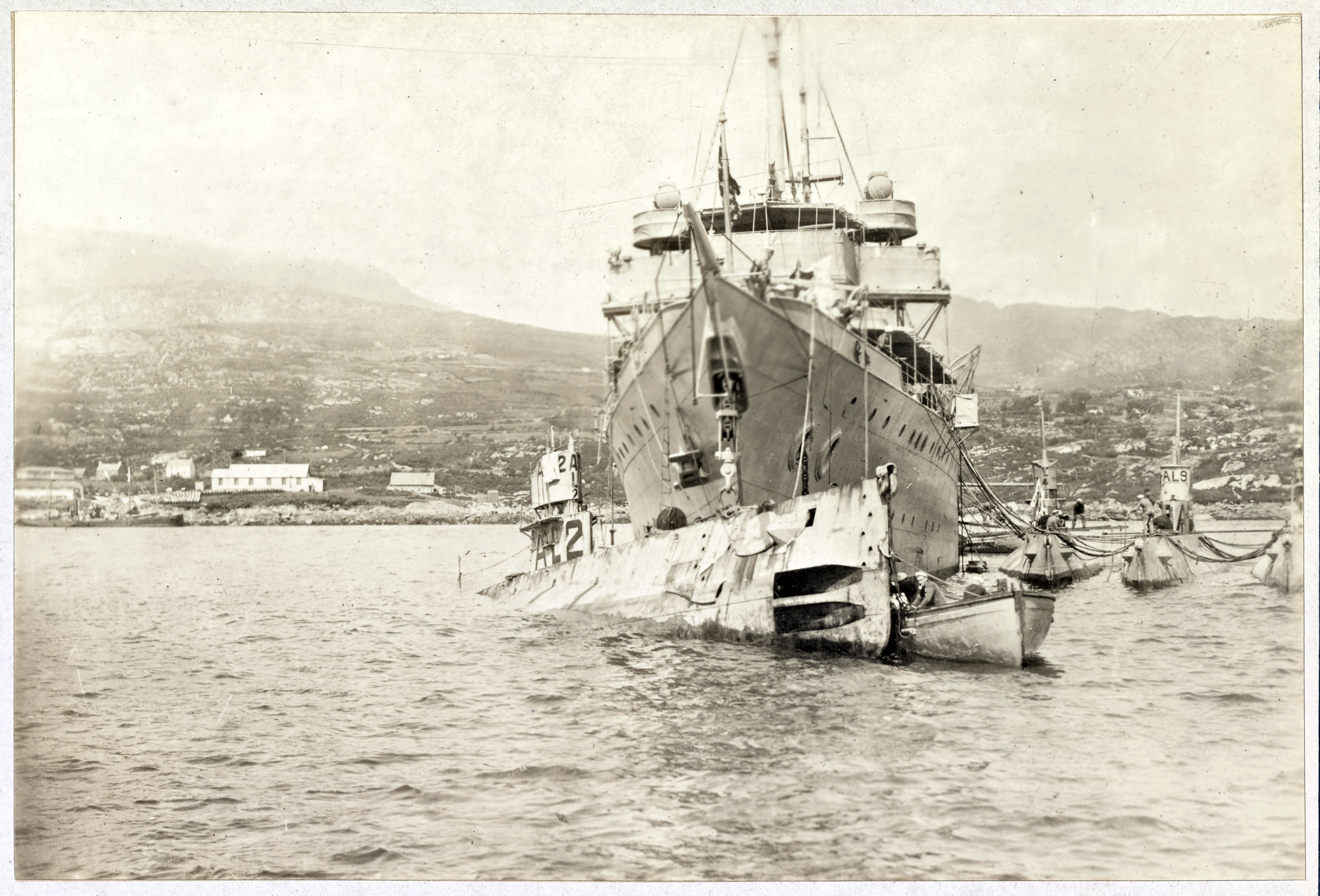
Mateřská loď ponorek USS Bushnell a USS L-2

Ponorky byly vyzbrojeny jedním 76mm kanónem a čtyřmi 457mm torpédomety se zásobou osmi torpéd. Jejich pohon zajišťovaly dva diesely o výkonu 1200 hp a dva elektromotory o výkonu 800 hp, které roztáčely dva lodní šrouby. Nejvyšší rychlost dosahovala čtrnáct uzlů na hladině a 10,5 uzlu pod hladinou. Dosah byl 3300 námořních mil při rychlosti jedenáct uzlů na hladině a 150 námořních mil při rychlosti pět uzlů pod hladinou. Hloubka ponoru byla 60 metrů.